# James Waterman Glover
James Waterman Glover   (Clio, 24 de juliol de 1868 - Ann Arbor, 15 de juliol de 1941) va ser un matemàtic i estadístic estatunidenc.
Glover es va graduar de secundària el 1885 i els tres anys següents va treballar de telegrafista per Western Union. A continuació va ingressar a la universitat de Michigan on es va graduar el 1892. Els anys següents va obtenir una beca per estudiar a la universitat Harvard en la qual va obtenir el doctorat el 1895 dirigit per Maxime Bôcher.
Des de 1895 fins a 1938, any de la seva jubilació, va ser professor de la universitat de Michigan. A partir de l'any 1906 va començar a donar uns cursos sobre matemàtiques financeres i assegurances, que van ser la llavor d'un departament de ciència actuarial que va atraure joves estudiants de tot el país. Un dels seus primers deixebles, Harry Carver, va continuar desenvolupant aquest tema a la mateixa universitat.
Com expert estadístic va servir a nombroses institucions, públiques i privades, assessorant-los en les seves estratègies. D'especial rellevància són les taules de vida que va confegir quan era assessor de l'Oficina del Cens: United States Life Tables, 1890, 1901, 1910, and 1901-1910 (1916).